# Migracje (album Chonabibe)
Migracje - debiutancki album studyjny polskiego zespołu Chonabibe. Wydawnictwo ukazało się 8 marca 2014 roku nakładem wytwórni muzycznej Urban Rec w dystrybucji Fonografiki.
Album dotarł do 20. miejsca zestawienia OLiS.

## Lista utworów
Opracowano na podstawie materiału źródłowego.
1. "Wschód" (sł. Jahdeck, muz. Jahdeck) - 3:00
2. "Co to jest?" (sł. Jahdeck, V-Tech, muz. Jahdeck) - 3:42
3. "Migracje" (sł. Jahdeck, Junior Stress, muz. Czekol, Jahdeck) - 3:27
4. "Migracje dub" (sł. Jahdeck, Junior Stress, muz. Czekol, Jahdeck) - 3:12
5. "Chodzę własnymi drogami" (sł. Jahdeck, muz. Czekol, Jahdeck, Positivo) - 3:01
6. "Nic na siłę" (sł. Jahdeck, muz. Czekol, Jahdeck, Positivo) - 4:17
7. "Sami na nocnej trasie" (sł. Jahdeck, muz. Jahdeck, Positivo)- 4:42
8. "Wspólne jammin" (sł. Jahdeck, Mr Noun, muz. Czekol, Jahdeck, Wojtek Kubica) - 3:43
9. "Po co mi" (sł. Jahdeck, muz. Czekol, Jahdeck) - 4:18
10. "Szczerze mówiąc" (sł. Jahdeck, muz. Czekol, Jahdeck) - 3:36
11. "Z muzyką być" (sł. Jahdeck, muz. Czekol, Jahdeck, Positivo, Wojtek Kubica) - 3:26
12. "Moi ludzie" (sł. Jahdeck, Fat Matthew, muz. Jahdeck, Positivo, Wojtek Kubica) - 5:20
13. "Co będzie jutro (Outro)" (muz. Czekol, Jahdeck) - 4:17

## Twórcy
Opracowano na podstawie materiału źródłowego.
| Zespół Chonabibe w składzie - Mateusz "Fat Matthew" Jaroszewski - wokal - Michał "Positivo" Dyrka - programowanie - Hubert "Jahdeck" Pyrgies - wokal, gitara (3), beatbox, produkcja muzyczna - Artur "Yankee" Matusewicz - gitara (2, 3, 6, 12) - Bartłomiej "Check All" Grzechnik - instrumenty klawiszowe - Witold "V-tech" Walencik - perkusja | Dodatkowi muzycy - Agnieszka Abramiuk - flet (6) - Piotr Dankiewicz - kontrabas (6) - Jakub "Trzybit" Nowak - instrumenty klawiszowe (6, 12) - DJ Feel-X - scratche (6) - Junior Stress - gościnnie, wokal Produkcja - Marcin Cichy - mastering - DJ BRK - miksowanie, scratche (8, 10) |